# Viaductes del tren (Duesaigües)
Els Viaductes del tren (Viaducte dels Masos i viaducte d'en Seula) són dos viaductes ferroviaris de Duesaigües (Baix Camp) inclosos a l'Inventari del Patrimoni Arquitectònic de Catalunya.

## Descripció
Els viaductes de Duesaigües estan situats a la part nord del poble i salven dos barrancs que els donen nom. Són ponts amb arcades corregudes de mig punt, el viaducte dels Masos té 14 arcades i una alçada màxima de 36 metres. El viaducte d'en Seula té 9 arcades.
Tots dos pont estan construïts amb pedra vermellosa de la zona i totxo a les voltes dels arcs i les cadenes cantoneres.

## Història

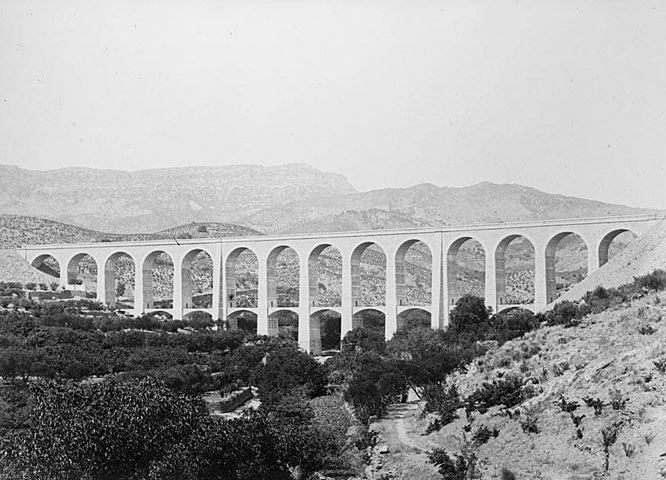
El Viaducte dels Masos a principi de segle XX

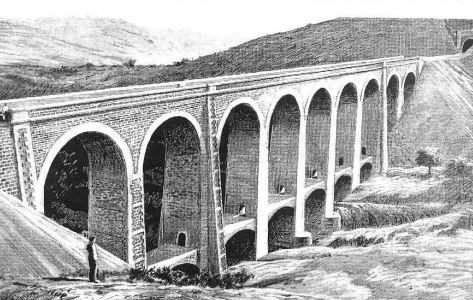
El Viaducte d'en Seula el 1890

Els dos viaductes formen part de la línia del ferrocarril de Tarragona a Saragossa, construïda a finals del segle xix.
Durant la Guerra Civil, l'any 1939, la part central del viaducte dels Masos fou dinamitada per l'exèrcit republicà en retirada. Posteriorment la part destruïda es va reconstruir amb ciment.